# Saltos de Yacyretá-Apipé
Los Saltos de Yacyretá-Apipé (del guaraní Jasy retã, "tierra de la Luna") eran una región de rápidos y pequeñas cataratas que interrumpían la navegabilidad del río Paraná a la altura de la ciudad de Ayolas en Paraguay e Ituzaingó en la provincia de Corrientes, Argentina. Hoy se encuentran sumergidos en el lago artificial de 1600 km² producido por las obras de la represa hidroeléctrica de Yacyretá, que se ubicó precisamente allí por la diferencia de nivel del río que originó los rápidos.

## Características geográficas
El río Paraná, tras recibir al Iguazú en la frontera entre Brasil, Paraguay y Argentina, modifica su curso norte–sur para orientarse progresivamente hacia el oeste; en esta zona, su lecho está excavado sobre un sustrato de basalto poroso que presenta fracturas importantes en varios puntos. La mayor de estas fallas secciona diagonalmente la totalidad de la provincia de Corrientes; ésta interseca el lecho del Paraná unos 90 kilómetros río abajo de la ciudad de Posadas con una pared basáltica de considerable espesor.
Se especula con que la presencia de esta pared desviaba antiguamente el curso del río, llevándolo en dirección sudeste por los bajíos que hoy componen el sistema del Iberá. La erosión abrió finalmente, sin embargo, una brecha en la piedra, dando lugar a saltos de escasa altura. El curso subsiguiente del río es regular, sobre un lecho aluvial fundamentalmente arenoso, y consecuentemente de mayor anchura. Los últimos espolones de piedra conformaban las islas de Yacyretá, Apipé Grande y Talavera. Las actuales instalaciones de la represa han sumergido esta última por completo, así como el 80% de la primera.

## Situación histórica
Los saltos de Yacyretá-Apipé constituían el primer gran obstáculo a la navegación del Paraná aguas arriba, puesto que desde su desembocadura hasta este punto la totalidad del mismo es fácilmente navegable. Sebastián Gaboto tuvo que detener su recorrido exploratorio en 1527 al toparse con ellos, y no fue hasta que el comodoro Thomas Jefferson Page los franqueara a bordo del vapor Alpha en 1860 que se comprobó que era posible atravesarlos en sentido descendente. Con la construcción de la represa se diseñó también una esclusa que permite franquear los 24 metros de desnivel entre la parte superior y la inferior del curso del río.
- Datos: Q880248